# フェリーのある川景色
『フェリーのある川景色』（フェリーのあるかわげしき、蘭: Rivierlandschap een veerboot en gezicht op Herwen en Aerdt in Gelderland、英: River Landscape with Ferry）は、17世紀オランダ黄金時代の画家サロモン・ファン・ロイスダールが1649年にキャンバス上に油彩で制作した風景画である。画面中央に「S.VR[.]vysDAE[.] . 1649」という画家の署名と制作年が記されている。作品はジャック・ガウドスティッカー によって所有されていたが、2006年に彼の子孫に返還された後、競売に出され、2007年以降、ワシントン・ナショナル・ギャラリー の所蔵となっている。

## 来歴
ジャック・ガウドスティッカーはユダヤ系の画商で、1940年の彼の死後、その美術品は戦利品として押収され、ドイツに持ち去られた。同年、彼のコレクションは空軍元帥ヘルマン・ゲーリングの所有となったが、本作は戦後の1948年にオランダの文化遺産庁に返還された。その後、さまざまな美術館に長期間貸し出されていたが、1960年、アムステルダム国立美術館に譲渡され、数年間、美術館の「栄誉の間」に展示されていた。作品は、『アムステルダム国立美術館の120作品』の1つに選ばれた。
2006年、作品は、最終的にガウドスティッカー家の子孫に返却され、2007年以来、ワシントンのナショナル・ギャラリーのコレクションに入っている。 2008年の展覧会「再要求されて：ジャック・ガウドスティッカー・コレクションの絵画」(Reclaimed: paintings from the collection of Jacques Goudstikker) に出品された。

## 作品
1649年に制作された本作は、1648年のミュンスター条約締結時のオランダ人の誇りを反映している。オランダは、80年にわたるスペインの支配から完全独立を遂げ、様々な視覚的喜びをもたらす自国を探検し始めたのである。多くの人々が、オランダ共和国の成立に重要な役割を果たしたナイメーヘンやレーネンなど歴史的都市を見るためにライン川に沿って東に向かった。ロイスダールもまたそうした旅行をしたかもしれないが、彼の手になる素描は残っていない。本作に描かれているギザギザした城は空想上のものであるが、オランダ東部のライン川沿いにある城塞建築を想起させるものがある。
本作が描かれた1649年には、ロイスダールの芸術は円熟期に達していた。作品は、調和のとれた構図でも描写されている要素の多様性の点でも壮大で、魅惑的である。見事な大気、水面の微妙な反映、フェリーにぎっしり乗っている楽し気な人々が描かれている。一塊の木々が構図の中央にあり、場面で活動している人間と動物にしっかりとした枠組みを与えている。ロイスダールはまた、空間の感覚を生み出すためにこれらの木々を用いている。というのは、フェリーが木々の前を通るだけでなく、乗客でいっぱいの馬車もまた、木々の後ろを通っているからである。
本作は、ロイスダールがこの時期に制作した他の川景色の絵画に類似している。これらの作品は、しばしば他の風景画家を触発した。

## ギャラリー

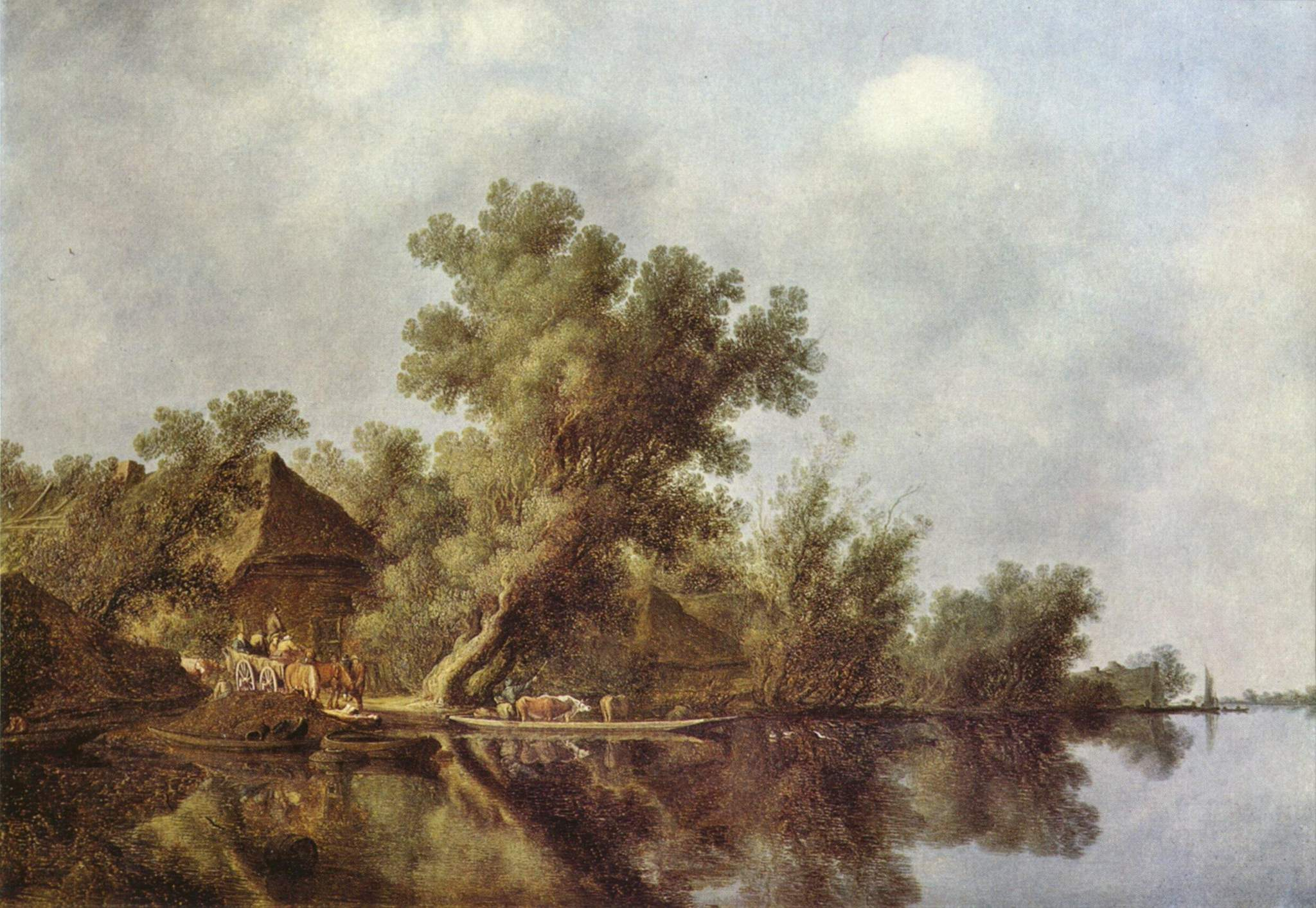
アルテ・ピナコテーク蔵、1639年
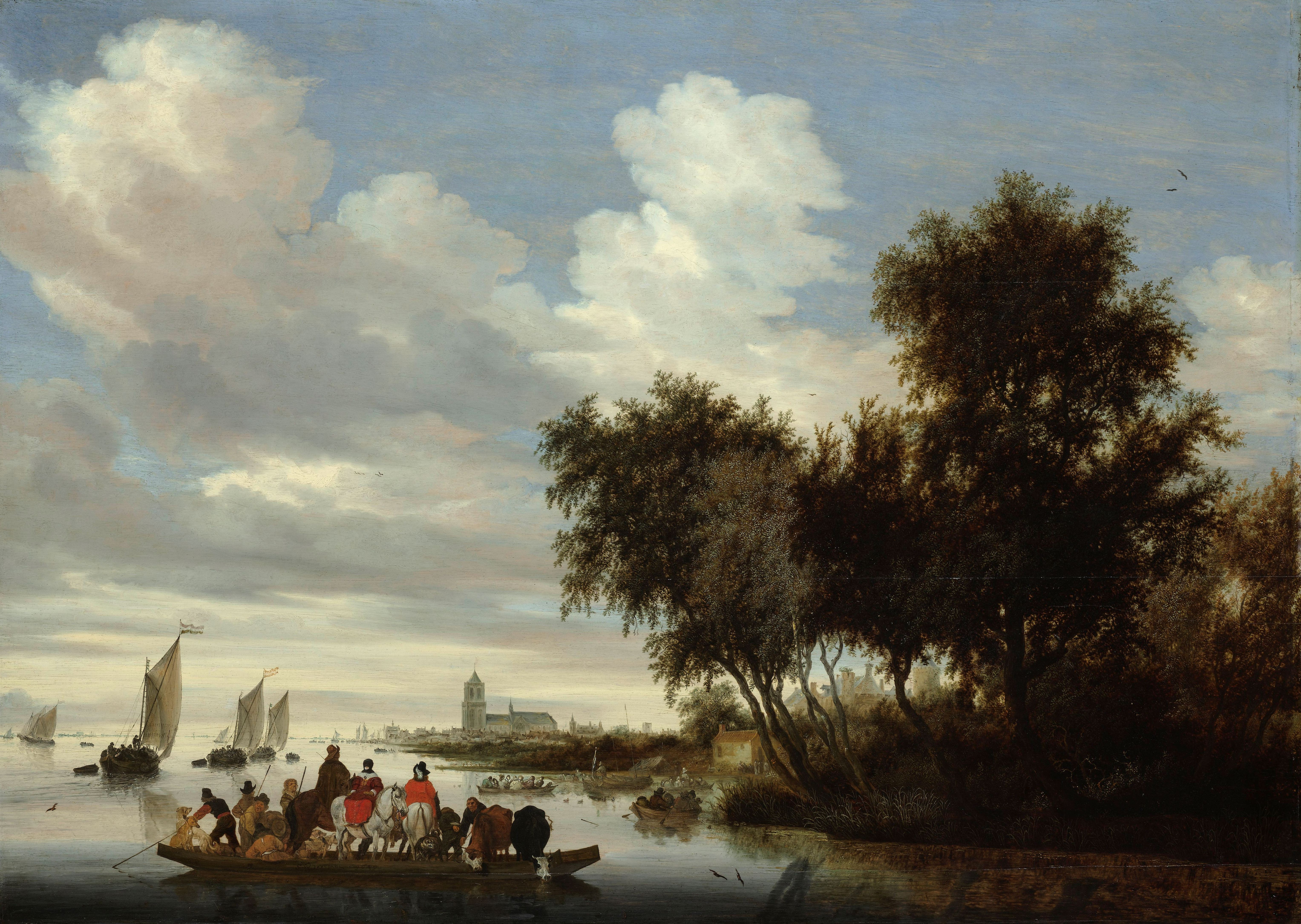
アムステルダム国立美術館蔵、1649年
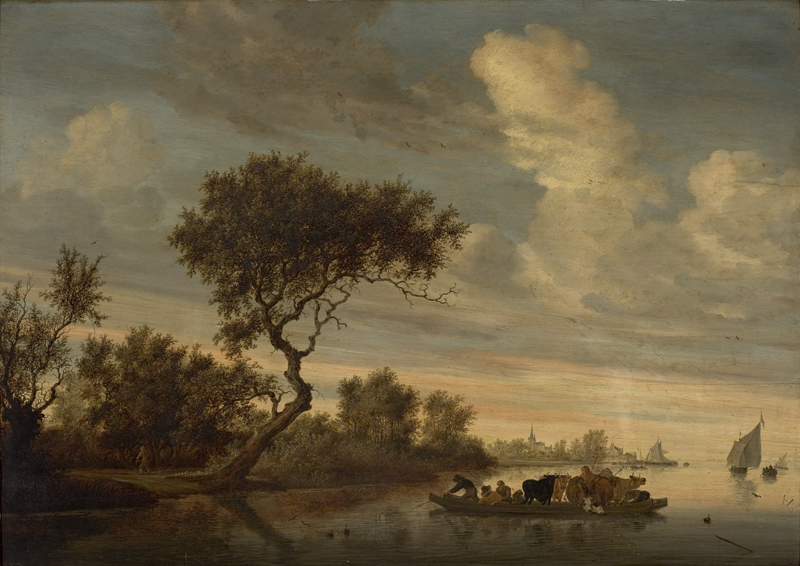
サンパウロ美術館蔵、1650年